# Acicula lineolata
Acicula lineolata is een slakkensoort uit de familie van de Aciculidae. De wetenschappelijke naam van de soort is voor het eerst geldig gepubliceerd in 1884 door Pini.

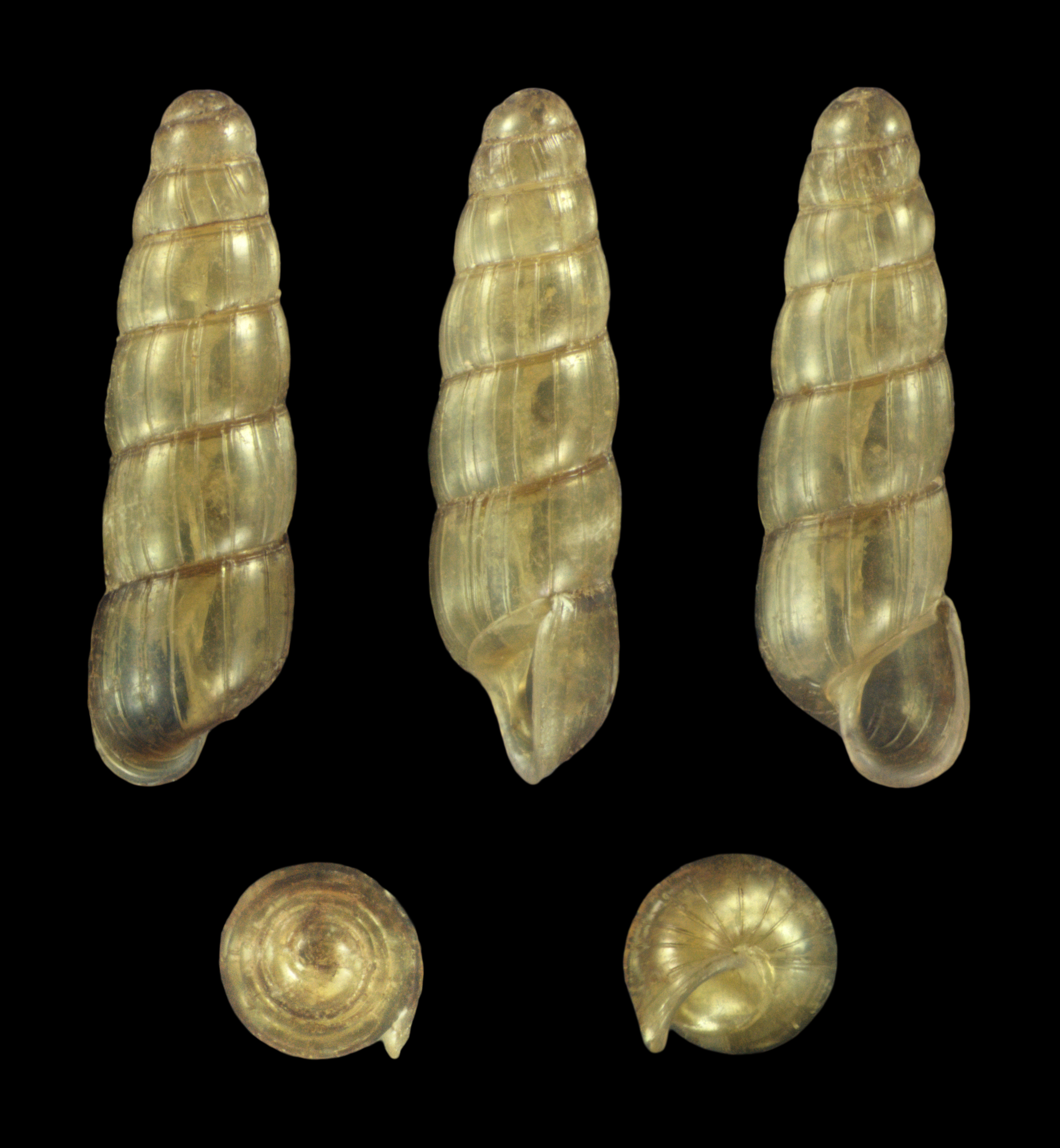
ssp. banki